# Břežany (okres Rakovník)
Břežany (německy Breschan) jsou obec ležící v okrese Rakovník, kraj Středočeský, zhruba 7,5 km severovýchodně od Kralovic a 15 km jihozápadně od Rakovníka. Žije zde 123 obyvatel.

## Historie
První písemná zmínka o vsi je z roku 1414.

### Územněsprávní začlenění
Dějiny územněsprávního začleňování zahrnují období od roku 1850 do současnosti. V chronologickém přehledu je uvedena územně administrativní příslušnost obce v roce, kdy ke změně došlo:
- 1850 země česká, kraj Plzeň, politický a soudní okres Kralovice[5]
- 1855 země česká, kraj Plzeň, soudní okres Kralovice
- 1868 země česká, politický a soudní okres Kralovice
- 1939 země česká, Oberlandrat Plzeň, politický a soudní okres Kralovice[6]
- 1942 země česká, Oberlandrat Plzeň, politický a soudní okres Kralovice[7]
- 1945 země česká, správní a soudní okres Kralovice[8]
- 1949 Plzeňský kraj, okres Plasy[9]
- 1960 Středočeský kraj, okres Rakovník
- 2003 Středočeský kraj, obec s rozšířenou působností Rakovník

### Rok 1932
V obci Břežany (270 obyvatel) byly v roce 1932 evidovány tyto živnosti a obchody: družstvo pro rozvod elektrické energie v Břežanech, 2 hostince, kovář, 3 rolníci, obchod se smíšeným zbožím, spořitelní a záložní spolek pro Břežany, trafika.

## Pamětihodnosti
- Kostel svaté Markéty na návsi

## Doprava
Dopravní síť
- Pozemní komunikace – Do obce vede silnice III. třídy. Ve vzdálenosti 1 km probíhá silnice II/229 Rakovník – Kralovice.

- Železnice – Železniční trať ani stanice na území obce nejsou. Nejbližší železniční stanicí je Čistá ve vzdálenosti 4 km ležící na trati 162 Rakovník – Kralovice u Rakovníka – Mladotice.

Veřejná doprava 2011
- Autobusová doprava – V obci měly zastávku autobusové linky Všesulov-Čistá-Břežany-Čistá (v pracovních dnech 3 spoje) (dopravce Václav Lexa - LEXTRANS), Rakovník-Čistá,Kůzová (v pracovních dnech 1 spoj) a Rakovník-Čistá-Kralovice (v pracovních dnech 5 spojů, v neděli 1 spoj) (dopravce ANEXIA s. r. o.).